# Palmitoilación

En la palmitoilación, se agrega un grupo palmitoilo (derivado del ácido palmítico, en la imagen).

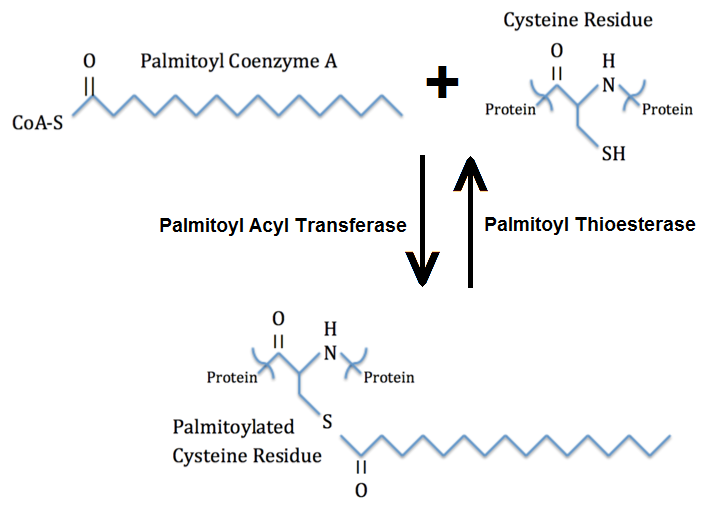
Palmitoilación de un residuo de cisteína

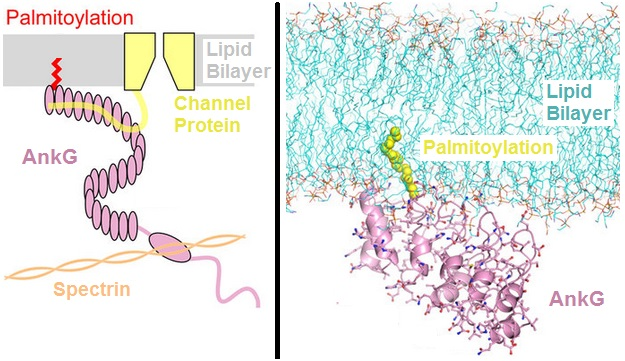
Izquierda, la palmitoilación: (rojo) ancla anquirina G a la membrana plasmática. Derecha, primer plano. Residuo de palmitilo en amarillo.

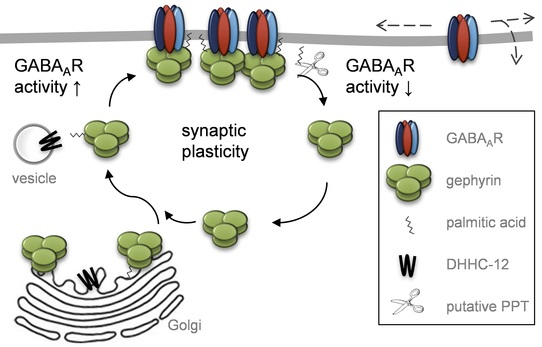
La palmitoilación de la gefirina controla la agrupación de receptores y la plasticidad de las sinapsis GABAérgicas

La palmitoilación es la unión covalente de ácidos grasos, como el ácido palmítico, a la cisteína (S-palmitoilación) y, con menor frecuencia, a los residuos de serina y treonina (O-palmitoilación) de las proteínas, que suelen ser proteínas de membrana. La función precisa de la palmitoilación depende de la proteína concreta que se considere. La palmitoilación aumenta la hidrofobicidad de las proteínas y contribuye a su asociación con la membrana. La palmitoilación también parece desempeñar un papel importante en el tráfico subcelular de proteínas entre compartimentos de membrana, así como en la modulación de las interacciones proteína-proteína. A diferencia de la prenilación y la miristoilación, la palmitoilación suele ser reversible (porque el enlace entre el ácido palmítico y la proteína suele ser un enlace tioéster). La reacción inversa en las células de los mamíferos es catalizada por las acil-proteínas tioesterasas (APT) en el citosol y las proteínas palmitoil tioesterasas en los lisosomas. Dado que la palmitoilación es un proceso dinámico y postraduccional, se cree que la célula lo emplea para alterar la localización subcelular, las interacciones proteína-proteína o las capacidades de unión de una proteína.
Un ejemplo de proteína que sufre palmitoilación es la hemaglutinina, una glicoproteína de membrana utilizada por la gripe para adherirse a los receptores de la célula huésped. En los últimos años se han caracterizado los ciclos de palmitoilación de una amplia gama de enzimas, como H-Ras, Gsα, el receptor β2-adrenérgico y la óxido nítrico sintasa endotelial (eNOS). En la transducción de señales a través de la proteína G, la palmitoilación de la subunidad α, la prenilación de la subunidad γ y la miristoilación participan en la fijación de la proteína G a la superficie interna de la membrana plasmática para que la proteína G pueda interactuar con su receptor.

## Mecanismo
La S-palmitoilación se realiza generalmente por proteínas con el dominio DHHC. Existen excepciones en las reacciones no enzimáticas. La acil-proteína tioesterasa (APT) cataliza la reacción inversa. También se aceptan con frecuencia otros grupos acilo como el estearato (C18:0) o el oleato (C18:1), sobre todo en las proteínas vegetales y virales, lo que hace que la S-acilación sea un nombre más útil.
Se han determinado varias estructuras del dominio DHHC mediante cristalografía de rayos X. Contiene una tríada catalítica lineal de Asp153, His154 y Cys156. Funciona con un mecanismo de ping-pong, en el que la cisteína ataca al acil-CoA para formar una DHHC S-acilada, y luego el grupo acilo se transfiere al sustrato. Existen enzimas DHHR, y ésta (así como algunas enzimas DHHC) puede utilizar un mecanismo de complejo ternario en su lugar.
Un inhibidor de la S-palmitoilación por parte de la DHHC es el 2-Bromopalmitato (2-BP). El 2-BP es un inhibidor no específico que también detiene muchas otras enzimas de procesamiento de lípidos.

## El palmitoiloma
Un metaanálisis de 15 estudios produjo un compendio de aproximadamente 2.000 proteínas de mamíferos que están palmitoiladas. Las mayores asociaciones del palmitoiloma son con los cánceres y los trastornos del sistema nervioso. Aproximadamente el 40% de las proteínas sinápticas se encontraron en el palmitoiloma.

## Función biológica

### Presentación del sustrato
La palmitoilación media la afinidad de una proteína por las balsas lipídicas y facilita la agrupación de las proteínas. La agrupación puede aumentar la proximidad de dos moléculas. Alternativamente, la agrupación puede secuestrar una proteína lejos de un sustrato. Por ejemplo, la palmitoilación de la fosfolipasa D (PLD) aleja a la enzima de su sustrato, la fosfatidilcolina. Cuando los niveles de colesterol disminuyen o los niveles de PIP2 aumentan, la localización mediada por el palmitato se interrumpe, la enzima trafica hacia el PIP2 donde encuentra su sustrato y se activa por presentación de sustrato.

### Formación de sinapsis
Los científicos han apreciado la importancia de unir largas cadenas hidrofóbicas a proteínas específicas en las vías de señalización celular. Un buen ejemplo de su importancia es la agrupación de proteínas en la sinapsis. Un importante mediador de la agrupación de proteínas en la sinapsis es la proteína de densidad postsináptica (95kD) PSD-95. Cuando esta proteína está palmitoilada, queda restringida a la membrana. Esta restricción a la membrana le permite unirse y agrupar canales de iones en la membrana postsináptica. Además, en la neurona presináptica, la palmitoilación de SNAP-25 la dirige a la partición en la membrana celular y permite que el complejo SNARE se disocie durante la fusión de vesículas. Esto proporciona un papel para la palmitoilación en la regulación de la liberación de neurotransmisores.
La palmitoilación de la delta catenina parece coordinar los cambios dependientes de la actividad en las moléculas de adhesión sináptica, la estructura de las sinapsis y las localizaciones de los receptores que intervienen en la formación de la memoria.
Se ha informado que la palmitoilación de la gefirina influye en las sinapsis GABAérgicas.

## Otras lecturas
- «Palmitoylation of Intracellular Signaling Proteins: Regulation and Function». Annu Rev Biochem 73: 559-87. 2004. PMID 15189153. doi:10.1146/annurev.biochem.73.011303.073954.
- Resh, M. (2006) "Palmitoilación de ligandos, receptores y moléculas de señalización intracelular" . Sci STK. 359 31 de octubre.
- «Palmitoylation: policing protein stability and traffic». Nature Reviews Molecular Cell Biology 8 (1): 74-84. 2007. PMID 17183362. doi:10.1038/nrm2084.